# Josep Anton Chauvell i Larrégola
Josep Anton Chauvell i Larrégola (El Campell, 1956) és un escriptor franjolí.

## Trajectòria

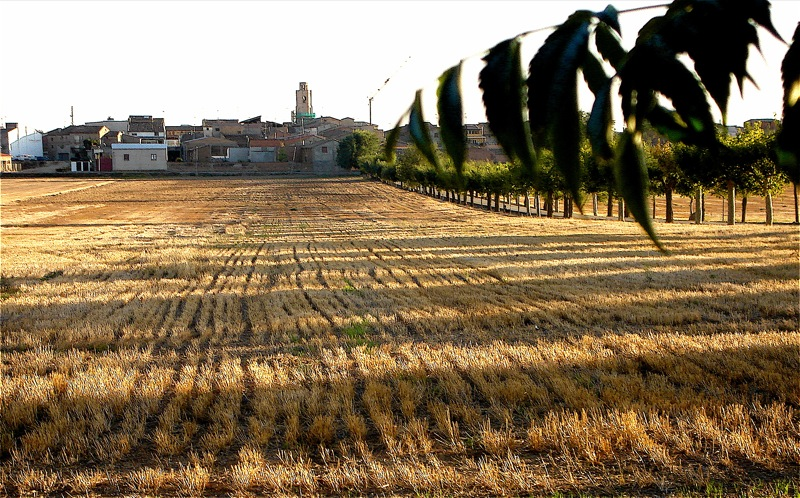
El Campell

Pagès d'ofici, ha estat alcalde del Campell i president de la comarca de la Llitera, és un dels escriptors importants en llengua catalana a la Franja de Ponent.
Autor de diverses obres, incloent-hi la peça teatral Hereus de la casa cremada (1997). Dins la seva producció literària, sobresurten les seves novel·les i reculls de contes com L’home de França (I Premi Guillem Nicolau, 1986), Bo per a contar (1988), Guardeu-vos de la nit del cel encès (Edicions Tres i Quatre, 1991), La flor del ram (1995) (Pagès Editors, 1995), El temps del color pàl·lid (Pagès Editors, 1998) Terra Verge (2000) i Estimàvem Celentano (2003).
El seu interès per la lingüística i la cultura el va portar a ser membre fundador dels Consells Locals de la Franja i de l'Associació d'Escriptors en Llengua Catalana. Ha estat redactor en cap de la revista Desperta FERRO! i ha col·laborat en altres revistes com Àrnica o Ressò de Ponent.